# Progomphus integer
Progomphus integer är en trollsländeart som beskrevs av Hagen in Selys 1878. Progomphus integer ingår i släktet Progomphus och familjen flodtrollsländor. Inga underarter finns listade i Catalogue of Life.